# ساختار حبابی
در زمین‌شناسی ساختار حبابی (lithophysa) به ساختاری توخالی و حباب‌مانند متشکل از پوسته‌های هم‌مرکز فلدسپار قلیایی ریزبلورین و کوارتز و دیگر کانی‌ها گفته می‌شود که در سنگ‌های آتشفشانی سیلیسی یافت می‌شود.